# Федорончук Василь Лукинович
Васи́ль Лукинович Федорончу́к (нар. 26 січня або 26 березня 1915, село Соколів поблизу Бучача — пом. 4 листопада 1984 (або 1991), Рим) — український галицький журналіст, видавець, редактор, громадський діяч, політичний діяч (ОУН, УНДО). Доктор політичних наук[джерело?] (1945 р.).

## Життєпис
Народився 26 січня (або 26 березня) 1915 року в с. Соколові, нині Бучацький район, Тернопільська область, Україна (тоді Бучацький повіт, Королівство Галичини і Володимирії, Австро-Угорщина).
Навчався у ґімназії Бучача, закінчив академічну ґімназію у Львові. Був активістом українського національного руху, зазнав утисків польських властей. Працював у філії товариства «Просвіта» у Соколові (1932 року оплачує навчання небагатих дітей). Вів самоосвітній гурток з історії України.
З 1936 року в Парижі: студіював тут право, потім історію, журналістику в університеті «Сорбонна», голова «Студентської громади».
З 1942 року — в Римі, де був представником ОУН (м) Андрія Мельника; закінчив правничі студії, захистив докторат. Голова «Студентської громади» (1945—1947 роки)), згодом «Української громади» Риму. Співпрацював з міжнародними еміґрантськими організаціями вихідців зі Східньої та Середньої Європи (ґенеральний секретар «Інтернаціоналу Свободи» з 1952 р., керівник ради Європейської спілки журналістів).
У 1951—1975 рр. керівник української програми на Італійському державному радіо. Був активним членом організації Український Народний Союз у Франції. Співзасновник, ґенеральний секретар Італійсько-Українського Товариства, співпрацював в італійській і українській пресі, автор інформативних брошур про українське питання. Виголосив в італійських містах близько 400 доповідей про ситуацію в УССР, СССР.
У 1960—1970-их роках працював у екзильному уряді УНР, керівник його зовнішнього ресорту (справ); від 6-ї сесії УНРади (1967 р.) керівник ресорту закордонних справ її виконавчого органу. 1972—1974 роки голова екзильного уряду УНР. Організатор, голова одного з відламів УНДО.
Видавець, редактор італомовного квартальника «Ucraine» (1955—1956 рр.). Автор праць з української історії, літератури, инше.
Помер 4 листопада 1984 (або 1991) у м Римі, Італія.